# August Ferdinand Hopfgarten
 (octobre 2013).
Si vous disposez d'ouvrages ou d'articles de référence ou si vous connaissez des sites web de qualité traitant du thème abordé ici, merci de compléter l'article en donnant les références utiles à sa vérifiabilité et en les liant à la section « Notes et références ».
Pour les articles homonymes, voir Hopfgarten.
August Ferdinand Hopfgarten (né le 17 mars 1807 à Berlin, mort le 26 juillet 1896 dans la même ville) était un peintre prussien spécialisé dans les fresques.